# Wirsberg
Wirsberg là một đô thị thuộc huyện Kulmbach bang Bayern nước Đức

## Các khu vực dân cư
Wirsberg is arranged in the following boroughs:

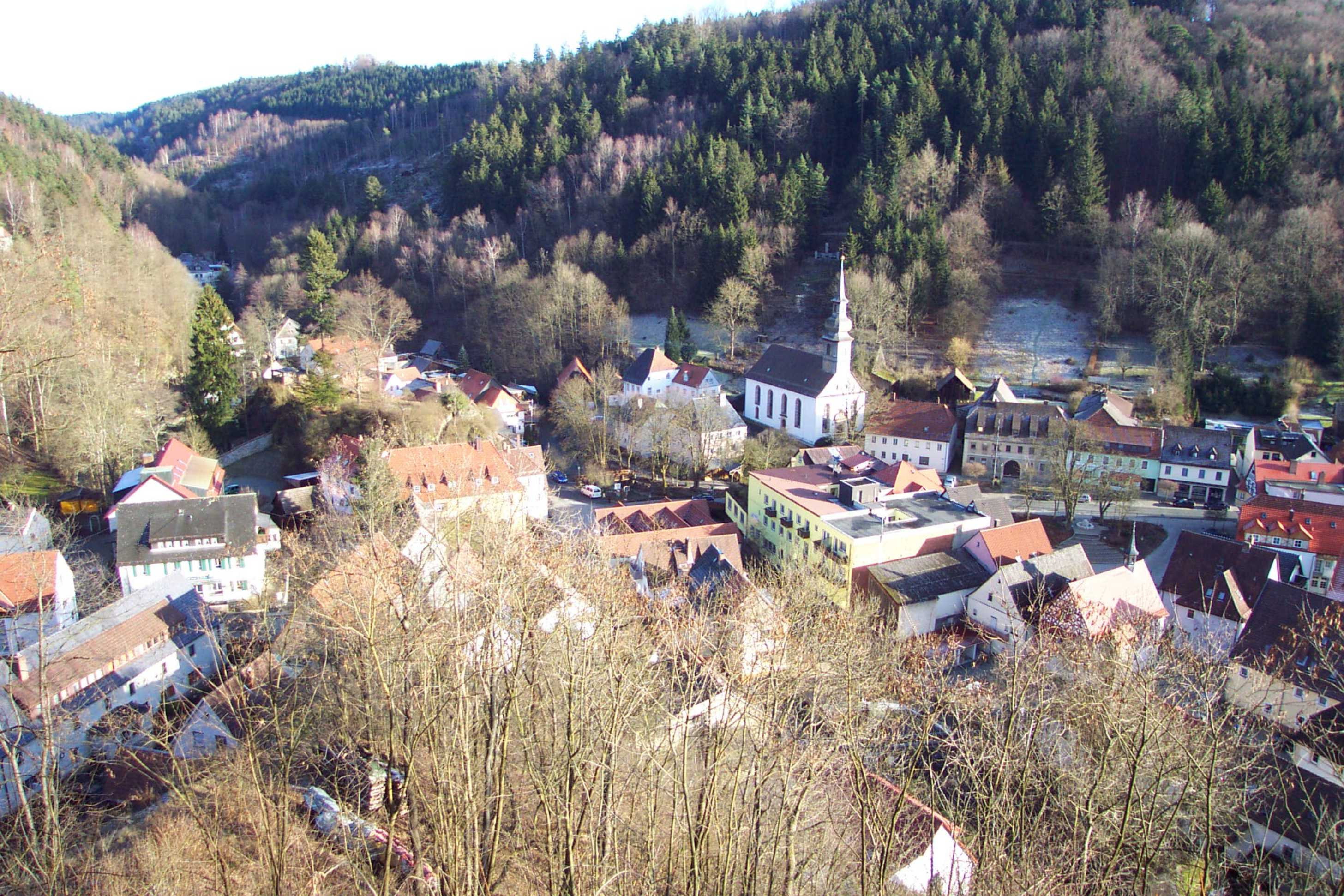
View from emperors monument to Wirsberg

- Birkenhof
- Cottenau
- Einöde
- Goldene Adlerhütte
- Neufang
- Osserich
- Schlackenmühle
- Sessenreuth
- Weißenbach
- Wirsberg